# Dušan Šarotar
Dušan Šarotar (Murska Sobota, 16 april 1968) is een Sloveens schrijver, dichter, essayist, literatuurcriticus en scenarioschrijver.

## Leven
Dušan Šarotar is geboren in Murska Sobota in Prekmurje. Hij heeft sociologie en filosofie gestudeerd aan de Universiteit van Ljubljana. In 1999 verwierf hij voor het eerst bekendheid in de Sloveense literaire wereld met zijn boek Vrijduiken (Potapljanje na dah). Sinds 2000 werkt hij als zelfstandig schrijver. Hij heeft al meerdere essays gepubliceerd in Sloveense tijdschriften als Mladina, Nova revija en Sodobnost. Daarnaast heeft hij ook columns geschreven voor voorgenoemde tijdschriften. Dušan Šarotar schrijft ook stukken voor poppentheater en scenario's voor documentaires en films. Zijn bekendste werk is Biljart in hotel Dobray (Bilijard v Dobrayu), waarin hij de Jodenvervolging in Murska Sobota aan het einde van de Tweede Wereldoorlog beschrijft vanuit het standpunt van een Holocaustoverlevende die terugkeert uit een concentratiekamp. Šarotar schrijft vaak over de Joodse gemeenschap in Prekmurje en de vervolging van deze gemeenschap tijdens de Tweede Wereldoorlog. De roman Biljart in hotel Dobray, die in 2007 in het Sloveens verscheen, is gebaseerd op het verhaal van Šarotars grootvader. Dušan Šarotar schrijft hoofdzakelijk in het Sloveens maar heeft ook al in het Prekmurees geschreven. Overigens is hij niet enkel schrijver maar ook een begenadigd fotograaf.

## Werken

### Proza
- Potapljanje na dah, Vrijduiken (roman), 1999
- Mrtvi kot, Blinde vlek (kortverhalen), 2000
- Nočitev z zajtrkom, Overnachting met ontbijt (kortverhalen), 2003
- Biljard v Dobrayu, Biljart in hotel Dobray (roman), 2007
- Nostalgija, Nostalgie (kortverhalen), 2010
- Ostani z mano, duša moja - Ostani z menov, düša moja, Mijn ziel, blijf bij mij (roman, verscheen zowel in het Sloveens als het Prekmurees), 2011

### Poëzie
- Občutek za veter, Gevoel voor wind (samen met Feri Lainšček), 2004
- Krajina v molu, Het landschap in d mineur, 2006
- Hiša mojega sina; Het huis van mijn zoon, 2008